# Novéant-sur-Moselle
Novéant-sur-Moselle är en kommun i departementet Moselle i regionen Grand Est (tidigare regionen Lorraine) i nordöstra Frankrike. Kommunen ligger i kantonen Ars-sur-Moselle som tillhör arrondissementet Metz-Campagne. År 2022 hade Novéant-sur-Moselle 1 861 invånare.

## Befolkningsutveckling
Antalet invånare i kommunen Novéant-sur-Moselle
| Referens: INSEE |